# Sulm (Neckar)
De Sulm is een rivier in Duitsland, die bij Neckarsulm in de
Neckar stroomt. De Sulm ontspringt bij Löwenstein op 450 meter hoogte NN, en mondt zo'n 20 kilometer noordwestelijker in de Neckar op 148 meter hoogte NN.
Gemiddeld vervoert de rivier zo'n 800 liter water per seconde, het stroomgebied is 111 km².